# 大圣梅昂
大圣梅昂（法語：Saint-Méen-le-Grand，法語發音：[sɛ̃ mɛ̃ lə ɡʁɑ̃]），法国西北部城市，布列塔尼大区伊勒-维莱讷省的一个市镇，隶属于雷恩区，其市镇面积为18.21平方公里，2022年1月1日时人口数量为4,642人，在法国城市中排名第2,406位。
大圣梅昂位于伊勒-维莱讷省西部，与阿摩尔滨海省接壤，是一个区域性的中心城市，多条公路在此交汇。

## 地名来源
“Saint-Méen”一名出自布列塔尼宗教圣人梅昂。“-le-Grand”这一后缀自1918年起成为当地官方名称的一部分。

## 历史

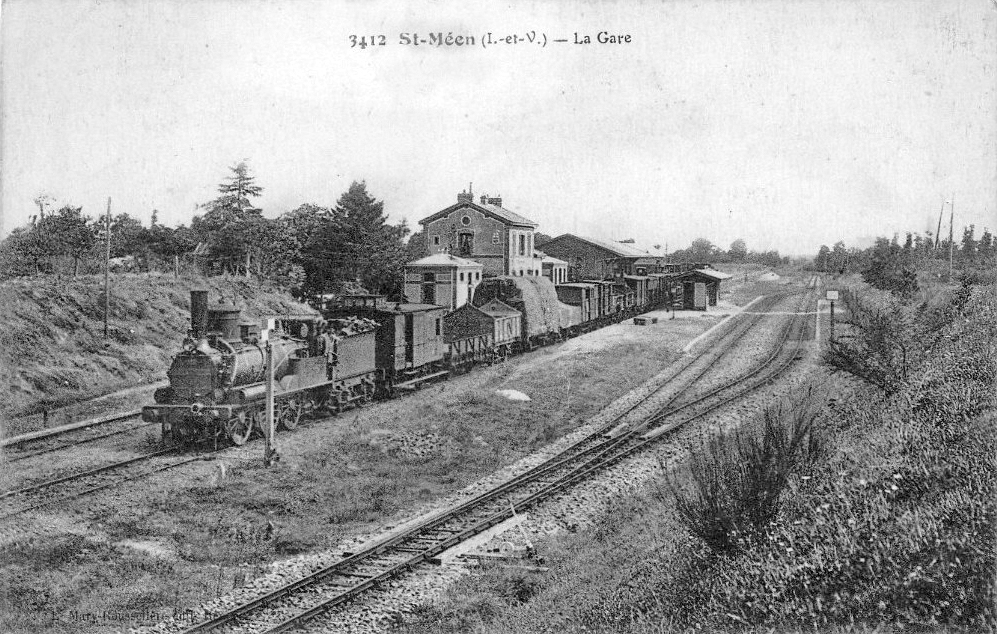
1900年的圣梅昂火车站

大圣梅昂所处区域在新石器时期就已出现人类活动。古罗马时期，两条道路在大圣梅昂十字交汇。公元6世纪时，圣人梅昂在此创建修道院。中世纪时，大圣梅昂长期为布列塔尼的一处普通村落，当地的修道院于799年和919年分别被查理曼及诺曼军队破坏。1074年，大圣梅昂修道院重建完成，梅昂的圣镯被安放于此。法国大革命后，大圣梅昂成为伊勒-维莱讷省的一个市镇，当地修道院被关闭，其主体建筑于1803年被改建为堂区教座。工业革命期间，途径大圣梅昂的普洛埃梅勒－拉布罗伊尼耶尔铁路和圣梅昂－卢代阿克铁路相继建成，后因汽车兴起而陆续关闭。

## 地理

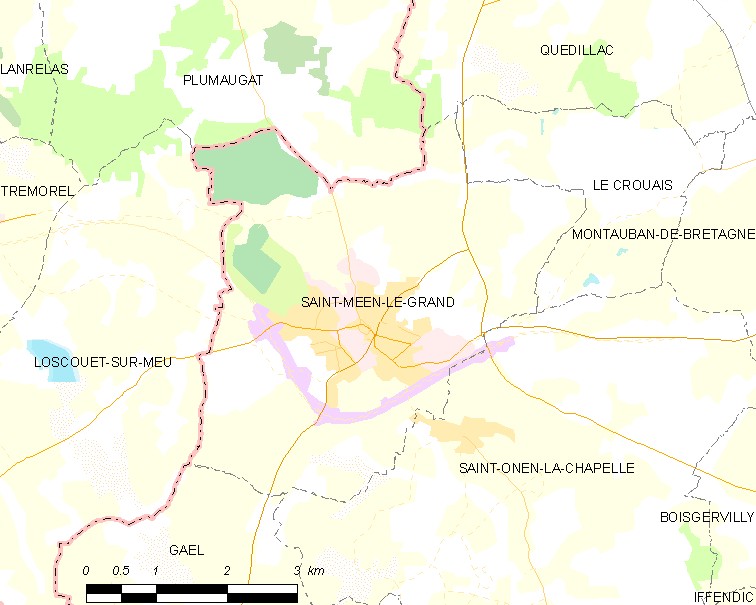
大圣梅昂市镇范围地图

大圣梅昂位于法国西北部，布列塔尼大区东部和伊勒-维莱讷省西部，距离省会雷恩大约42公里。与大圣梅昂接壤的市镇包括：普吕莫加特、凯迪亚克、勒克鲁艾、默河畔洛斯库埃特、圣奥南拉沙佩勒和加埃勒。

### 地形
大圣梅昂位于阿摩里卡丘陵腹地，境内以浅丘和平原为主，市镇中心地势较为平坦，全境海拔在79到123米之间。

### 水文
大圣梅昂位于维莱讷河流域范围内，其市镇范围内东南部有拉波尔特瑞埃勒湖（Etang de la Porte Juhel）。

### 植被
大圣梅昂属于温带阔叶混交林区，当地多博卡日景观，林地散落分布市镇范围内的多个街区。
在鲜花城市的评比中，大圣梅昂暂未被评级。

### 气候
大圣梅昂在柯本气候分类法中属于温带海洋性气候。

## 行政区划
大圣梅昂的市镇编号为35297，邮政编号为35290。
在行政管理方面，大圣梅昂隶属于法国布列塔尼大区伊勒-维莱讷省雷恩区；在地方选举方面，大圣梅昂隶属于布列塔尼地区蒙托邦县，其市镇范围全境被划入伊勒-维莱讷省第三选区；在社会管理方面，大圣梅昂是圣梅昂-蒙托邦市镇公共社区的组成部分。
截至2023年4月，大圣梅昂市镇范围内暂无城市敏感街区及城市政策优先街区。
法国国家统计与经济研究所（简称）在进行数据统计时，将大圣梅昂及相邻的另外一个市镇设为大圣梅昂城市核心区（Unité urbaine de Saint-Méen-le-Grand）以及大圣梅昂城市区（Aire urbaine de Saint-Méen-le-Grand）。自2020年起，大圣梅昂城市区被包含4个市镇的大圣梅昂城市辐射区代替。此外，还将大圣梅昂市镇整体看作一个“块区”（IRIS），以便于统计人口分布情况。

## 交通

### 公路
法国国道N164线和多条伊勒-维莱讷省省道D59线、D125线、D166线和D220线在大圣梅昂境内交汇。伊勒-维莱讷省公共交通12号线经停大圣梅昂。
2019年，75.3%的大圣梅昂家庭拥有至少一辆私人汽车。2019年，大圣梅昂境内共发生各类交通事故1起，造成1人受伤，其中1人重伤。
| 付费 | 95 |

| 雷恩 | 43 |

| 迪南 | 35 |

| 卢代阿克 | 45 |

### 铁路
距离大圣梅昂最近的运营中的客运铁路车站为9公里外的拉布罗伊尼耶尔站，该停靠往返于雷恩和圣布里厄一线的区域列车。

### 航空
距离大圣梅昂最近的民用航空站为公里外的雷恩机场。

### 城市公共交通
截至2023年4月，大圣梅昂暂无城市公共交通系统。

## 政治

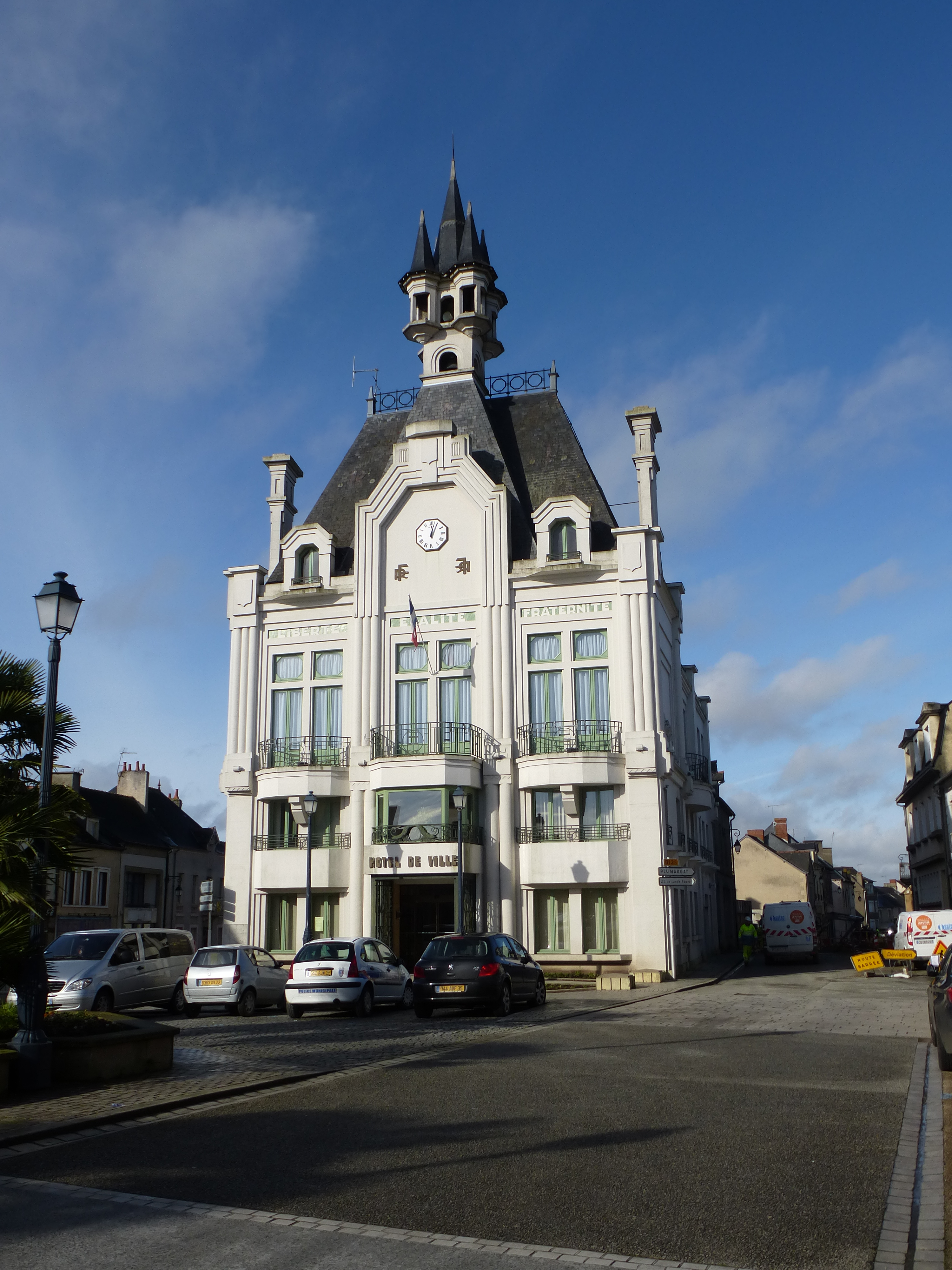
大圣梅昂市政厅

大圣梅昂的现任市长为皮埃尔·居通先生（Pierre GUITTON），他是一名无党派人士，在2020年的市政选举中获得了100.00%的支持率（无其他候选人）。
在2022年的法国总统大选中，法国第25任总统埃马纽埃尔·马克龙在大圣梅昂获得了62.13%的支持率。

## 人口
2019年，大圣梅昂市镇人口数量为4,599，在法国排名第2,406位。其中男性2,122人，女性2,477人，75岁及以上人口占13.8%，外籍人口数量为240人，人口密度为252人/平方公里，当地居民被称为（男性）或（女性）。2020年，大圣梅昂境内出生48人，死亡人口102人。
| 大圣梅昂1901年－2020年人口变化情况 |
|                                    |
| 数据来源：Cassini、INSEE           |

## 经济
大圣梅昂是一个区域性的中心城市。截止2023年4月，大圣梅昂市镇范围内共有各类用人单位（包含自雇）569家，平均历史为18年，其中98.74%为中小型企业（PME），2023年2月至4月间，当地的经济活力指数为0.35%。（零售）、（垃圾回收处理）及（短途公路货运）是当地2021年营业额最高的三个企业，分别为28,263,087欧元、23,987,186欧元和7,510,069欧元。

## 财政与居民收入
2021年，大圣梅昂的财政收入总额为4,830,800欧元，财政支出总额为3,961,890欧元，当年的债务总额为3,960,200欧元。2021年，大圣梅昂市镇通过增值税获得258,360欧元的收入，此外当地还共获得了331,360欧元的国家直接财政补助。
2019年，大圣梅昂的人均月收入总额为1,964欧元，其中高级职员为3,523欧元，低于法国平均水平（4,230欧元）；中级职员为2,247欧元，低于法国平均水平（2,411欧元）；普通职员为1,652欧元，亦低于法国平均水平（1,740欧元）。
2019年，大圣梅昂境内的贫困率为13%，青壮年（15至64岁）失业率为9.5%；当地44.7%的家庭拥有纳税资格，平均纳税1,388欧元，低于法国平均水平（3,910欧元）。

## 社会事务

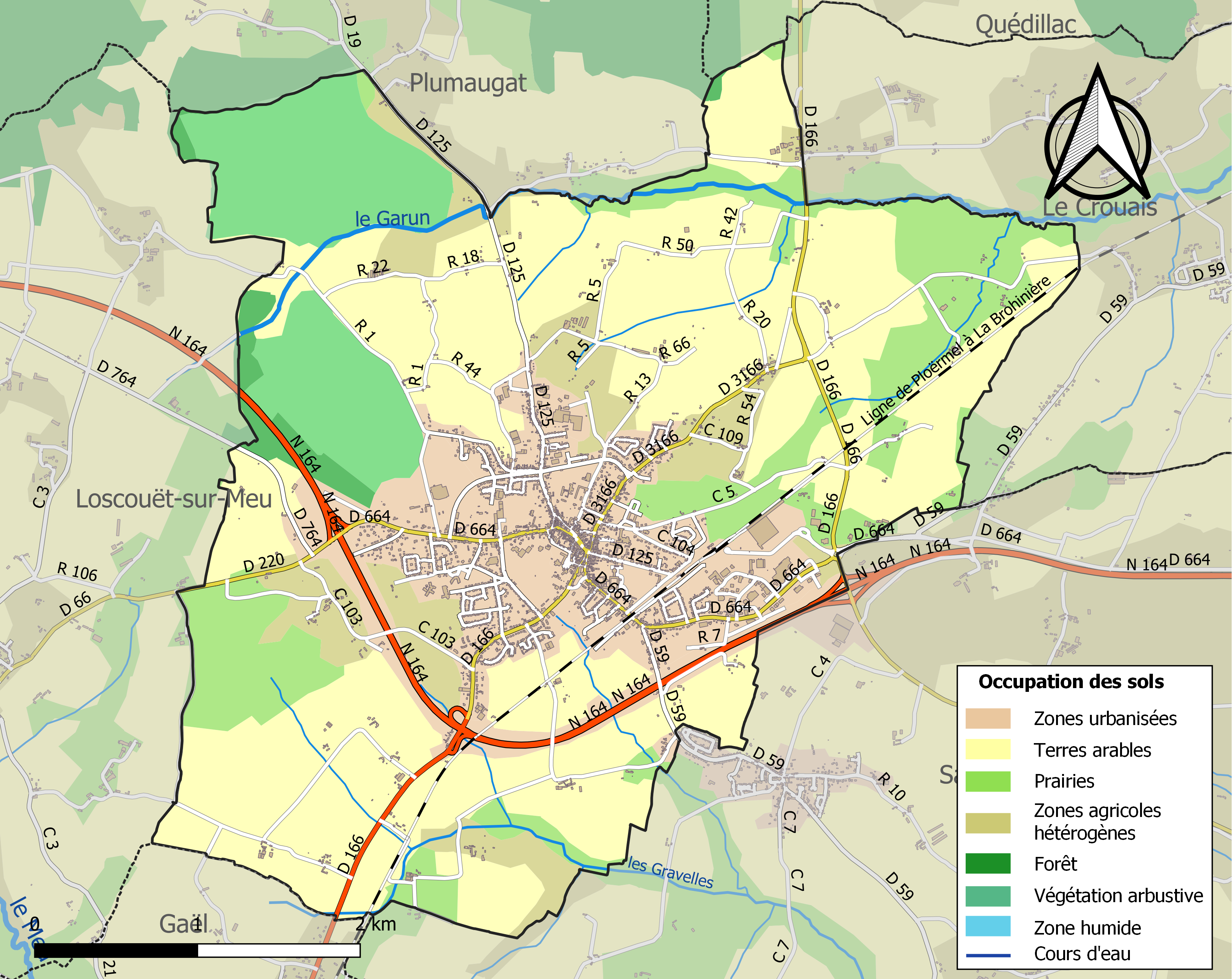
大圣梅昂土地利用情况地图

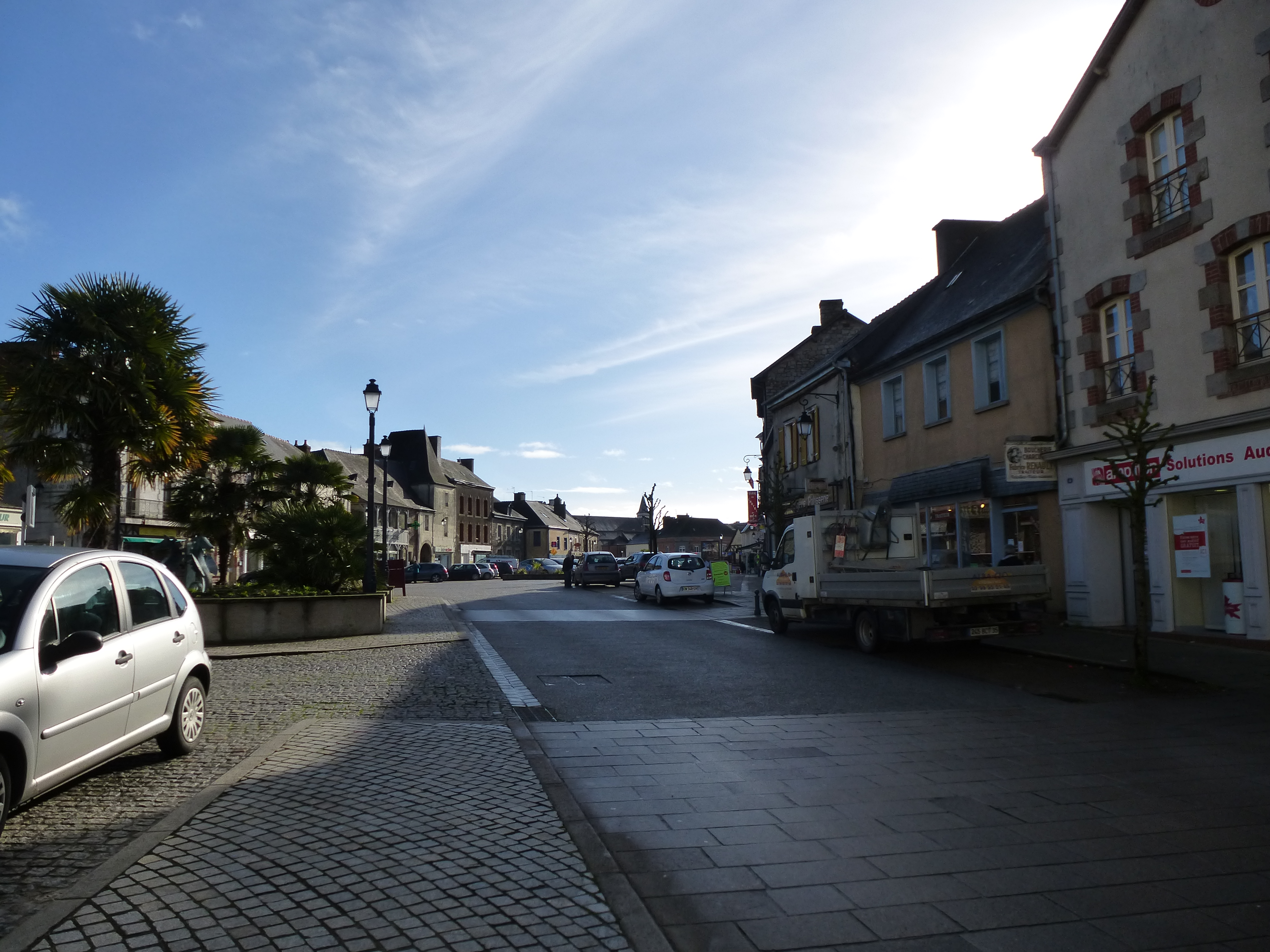
大圣梅昂镇中心的帕通广场

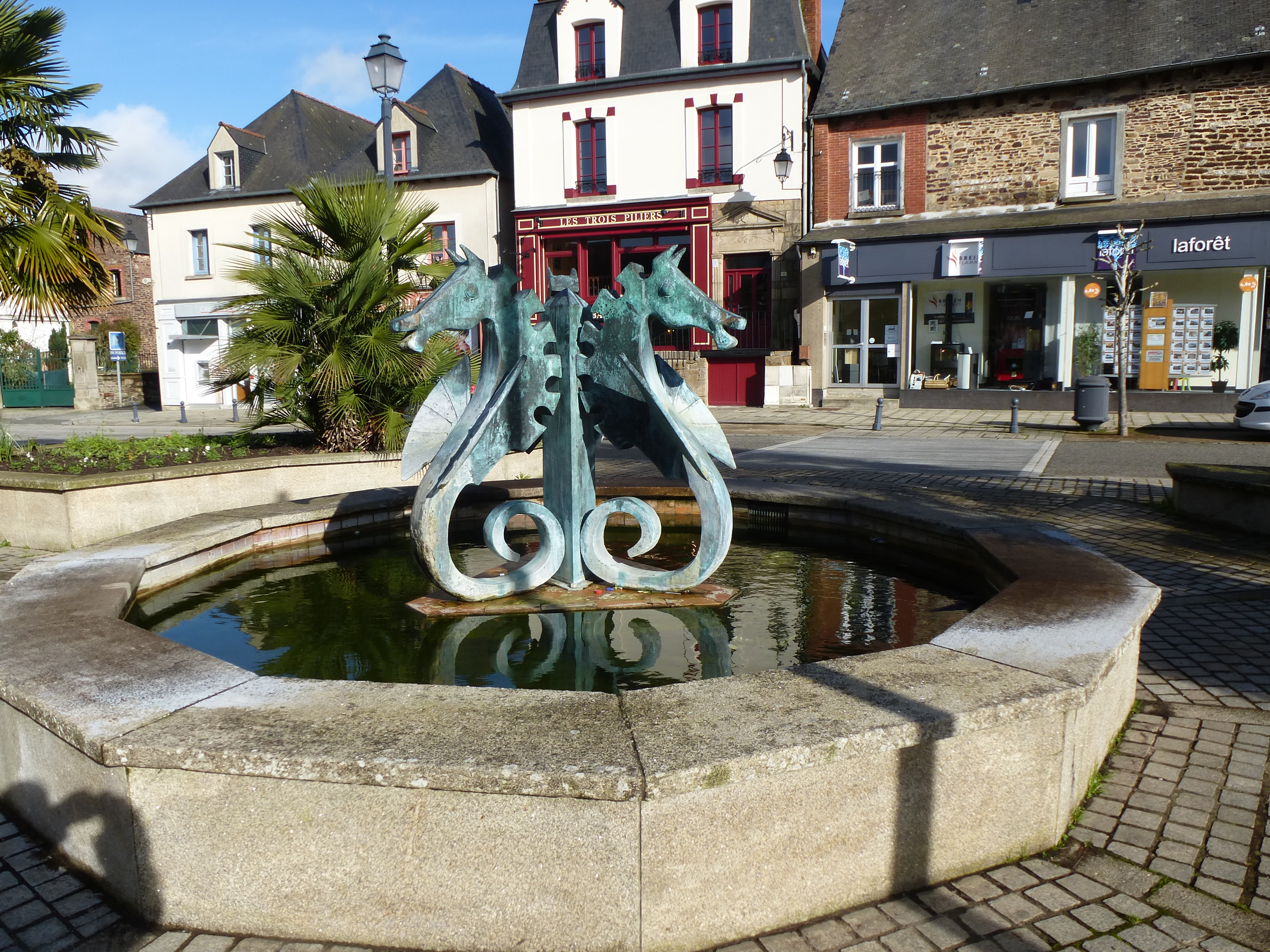
一处街头喷泉

### 教育
大圣梅昂属于雷恩学区。截止2021年1月1日，大圣梅昂境内共有0所幼儿园、2所小学、2所初级中学和1所农业高中。2021至2022学年度，大圣梅昂境内共有在校中等教育阶段学生619名。

### 医疗
截止2021年1月1日，大圣梅昂境内共有全科医生8名、保健师10名、牙医5名、护士14名、耳科医生0名、眼科医生5名、皮肤科医生0名、助产士1名、儿科医生0名和妇科医生0名。境内共有药房2家、养老院3家、残疾人帮扶中心1家。
距离大圣梅昂最近的区域性医疗机构为“布罗塞利扬德中心医院”（Centre Hospitalier de Brocéliande），该机构在大圣梅昂设有一处康复中心。

### 住房
2019年，大圣梅昂境内共有各类住房2,304套，其中71.8%为独立式居民区，26.4%为集中式居民区。常住房屋占大圣梅昂市镇范围内居民建筑总量的86.8%。
在住房保障政策方面，2021年，大圣梅昂境内共有399户家庭获得了住房经济补助，受益人数占总人口数量的8.7%，其中375份为房租补助。

### 商业
2021年，大圣梅昂境内共有各类实体商铺101家，其中餐厅10家、大型超市4家、杂货店1家、面包房4家、肉铺2家、银行门店3家、美容美发店7家、汽车维修店8家。市区东部建有开放式商业街区，有Intermarché、Bricomarché、Lidl等商场，市区西部则建有一家Super U超市。

### 体育
2021年，大圣梅昂境内共有1家游泳池、2间体育馆、1座综合体育场、3处网球场以及3处足球或橄榄球场。
截至2023年4月，圣梅昂-圣奥南体育联盟（US Saint Meen - Saint Onen，编号550964）是大圣梅昂境内唯一的一家注册足球俱乐部。该足球队成立于2011年，其主队2022至2023赛季参加伊勒-维莱讷省足球联赛甲组（法国第九级别），其主场为路易松·博贝球场（Stade Louison Bobet）。

### 环境
大圣梅昂的环境事务由其所属的圣梅昂-蒙托邦市镇公共社区联合各级政府协调负责。2021年，大圣梅昂境内暂无污染企业。

### 治安
2021年，大圣梅昂市镇范围内有1处宪兵队。
大圣梅昂及其附近的共56个市镇是默河畔蒙福尔国家宪兵队（zone gendarmerie de Montfort-sur-Meu）的管辖范围。2020年，该宪兵队累计记录各类案件2,538起，其中盗窃类案件1,158起，经济类案件469起，毒品交易类案件84起。

## 文化

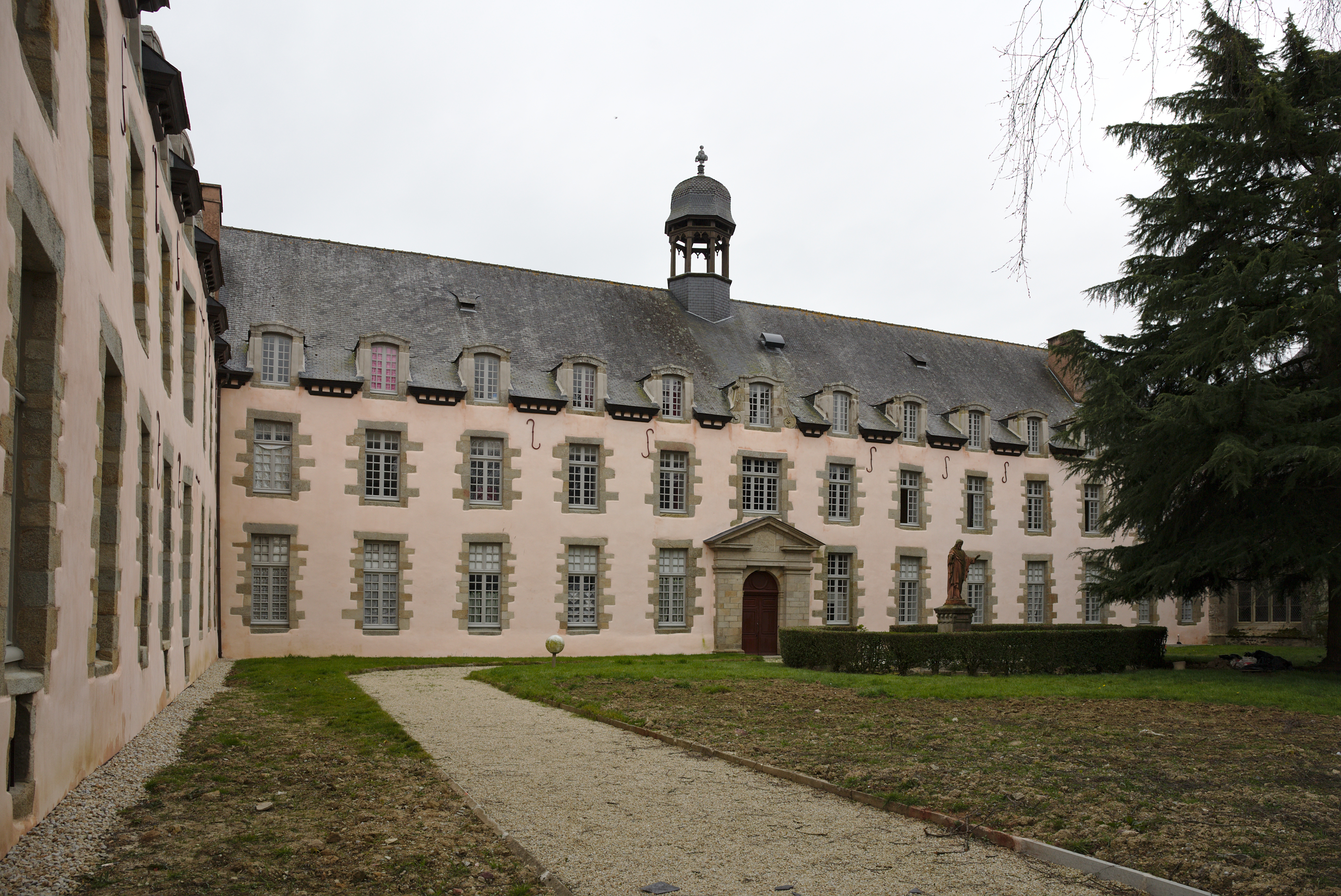
圣梅昂修道院

2021年，大圣梅昂境内共有1家电影院。大圣梅昂市政府提供多媒体中心，每周二至六向公众开放。

### 建筑
大圣梅昂境内有多处历史建筑，其中圣梅昂修道院为法国国家文物保护单位。

### 旅游
大圣梅昂的旅游事务由其所属的圣梅昂-蒙托邦市镇公共社区负责。2022年，大圣梅昂境内共有2家酒店共计48间房间；另有1个露营地，可容纳共19辆露营车。

### 媒体
法国主要的媒体均可在大圣梅昂接收，法国电视三台下属的布列塔尼大区频道在部分时段播出大圣梅昂所在伊勒-维莱讷省的地方新闻。《法国西部报》、雷恩电视台、蓝色法兰西阿摩里卡广播等是当地主要的地方性媒体。

## 相关人物
法国田径运动员路易松·博贝和弗雷德里克·盖东出生于大圣梅昂。

## 友好城市
截至2023年4月，大圣梅昂共与两座城市互为友好城市关系：
- 英格兰 霍特惠斯尔
- 義大利 瓦伦塔诺